# Франк Димулен
Франк Димулен (фр. Franck Dumoulin; Данен, 13. мај 1973), је француски спортиста која се такмичи у стрељаштву. На Олимпијским играма такмичио се шест пута од 1992. до 2012. Најбољи резултат остварио је у Сиднеју 2000. када је освојио златну медаљу у дисциплини вазудшни пиштољ. На Светским првенствима освојио је две златне и две бронзане медаље.